# Победнице европских првенстава у атлетици на отвореном — 3.000 метара
Освајачице медаља на Европским првенствима у атлетици на отвореном у дисциплини трчања на 3.000 метара, приказане су у следећој табели са постигнутим резултатима, рекордима и билансом освојених медаља по земљама и појединачно у овој дисциплини. Трка на 3.000 метара за жене била је у програму Европских првенстава у атлетици од 1974. до 1994. Од Европског првенства у Будимпешти 1998. уместо трке на 3.000 метара атлетичарке су се такмичиле у трци на 5.000 метара. Резултати освајачица медаља приказни су у минутима.

## Освајачице медаља на европским првенствима на отвореном
| Дисциплина           |                                   | Резултат    |                                   | Резултат |                                   | Резултат |
| Рим 1974 детаљи      | Нина Холмен · Финска              | 8:55,10 РЕП | Људмила Брагина · СССР            | 8:56,09  | Џојс Смит · Уједињено Краљевство  | 8:57,39  |
| Праг 1978 детаљи     | Светлана Улмасова · СССР          | 8:33,16 РЕП | Наталија Марашеску · Румунија     | 8:33,53  | Грете Вајц · Норвешка             | 8:34,33  |
| Атина 1982 детаљи    | Светлана Улмасова · СССР          | 8:30,28 РЕП | Марићика Пујка · Румунија         | 8:33,33  | Јелена Сипатова · СССР            | 8:34,06  |
| Штутгарт 1986 детаљи | Олга Бондаренко · СССР            | 8:33,99     | Марићика Пујка · Румунија         | 8:35,92  | Ивон Мареј · Уједињено Краљевство | 8:37,15  |
| Сплит 1990 детаљи    | Ивон Мареј · Уједињено Краљевство | 8:43,06     | Јелена Романова · СССР            | 8:43,68  | Роберта Брунет · Италија          | 8:46,19  |
| Хелсинки 1994 детаљи | Соња О'Саливен · Ирска            | 8:31,84     | Ивон Мареј · Уједињено Краљевство | 8:36,48  | Габријела Сабо · Румунија         | 8:40,08  |

## Биланс медаља
| #               | Држава               |   |   |   |    |
| --------------- | -------------------- | - | - | - | -- |
| 1.              | СССР                 | 3 | 2 | 1 | 6  |
| 2.              | Уједињено Краљевство | 1 | 1 | 2 | 4  |
| 3.              | Финска               | 1 | 0 | 0 | 1  |
| 3.              | Ирска                | 1 | 0 | 0 | 1  |
| 5.              | Румунија             | 0 | 3 | 1 | 4  |
| 6.              | Норвешка             | 0 | 0 | 1 | 1  |
| 6.              | Италија              | 0 | 0 | 1 | 1  |
| Укупно 7 земаља | Укупно 7 земаља      | 6 | 6 | 6 | 18 |

|    | Атлетичарка                       |   |   |   |   |
| -- | --------------------------------- | - | - | - | - |
| 1. | Светлана Улмасова · СССР          | 2 | 0 | 0 | 2 |
| 2. | Ивон Мареј · Уједињено Краљевство | 1 | 1 | 1 | 3 |
| 3. | Марићика Пујка · Румунија         | 0 | 2 | 0 | 2 |